# Reichen Lehmkuhl
Reichen Lehmkuhl, (Richard Allen Lehmkuhl, 26 de dezembro de 1973), é um norte-americano vencedor de um reality show, modelo e ocasionalmente ator. Ex-oficial da força aérea, é mais famoso por ter ganho a quarta temporada da série de televisão The Amazing Race com seu companheiro Chip Arndt, além de ter ganho notoriedade após um romance com o cantor Lance Bass, integrante da banda Nsync.

## Primeiros anos
Depois que os pais de Lehmkuhl, um policial e uma enfermeira, se divorciaram quando ele tinha cinco anos, sua família se mudou para Norton, Massachusetts, e sua mãe se casou novamente. Pouco depois de 2002, ele mudou legalmente seu nome de Richard para Reichen. Com dezesseis anos ele ingressou na Força Aérea dos EUA. Após se formar em 1996, ele serviu por cinco anos até alcançar o posto de capitão, e posteriormente se desligou oficialmente da força aérea. Desde o início ele defendeu os direitos civis gays, tendo sido porta-voz da Servicemembers Legal Defense Network. Por um curto período ele trabalhou na Universidade da Virgínia.

### The Amazing Race
Lehmkuhl estava simultaneamente trabalhando como professor de Física na Crossroads School, como instrutor de voo e como modelo nas horas vagas em Los Angeles até que foi abordado por um produtor de The Amazing Race. Lehmkuhl e Chip Arndt eram um casal feliz até então, tendo se separado no programa. Lehmkuhl se mudou para Dallas, Texas pouco tempo depois de vencer a competição, mas antes da temporada ir ao ar. Os hábitos de Reichen no período geraram especulações se na época da gravação os dois já estavam separados, embora fossem apresentados como casados (na temporada, as legendas anunciavam outros participantes como: "Melhores amigos", "Pai-Filha", etc.).

### ApósThe Amazing Race
Lehmkuhl teve uma participação especial em um episódio de "Frasier" em setembro de 2003 como "Impossibly Handsome Man".
Lehmkuhl apresentou The Reichen Show na Q Television Network até que a empresa fechou as portas em maio de 2006. Sua autobiografia, Here's What We'll Say, que fala sobre o período em que atuou na força aérea regido pela lei do "Don't ask, don't tell", foi lançada pela editora Carroll and Graf em 28 de outubro de 2006. O New York Post informou em novembro de 2010 que o livro havia sido adaptado em um roteiro.
Durante vários anos ele publicou um calendário beefcake e já apareceu em seriados, novelas e outros reality shows na TV.
Em 1 de maio de 2007, a rede de televisão Here! anunciou que Lehmkuhl havia se juntado ao elenco da terceira temporada da novela gótica, Dante's Cove. Ele interpretou o papel de "Trevor", inicialmente descrito como "um formando em administração que vem a Dante's Cove procurando se encontrar."
Lehmkuhl também possui uma linha de jóias chamada Flying Naked, composta de jóias com temática de aviação feitas de aço de titânio. Os items da coleção são vendidos no site loveandpride.com, sendo que uma porcentagem de cada venda é doada para a ONG Servicemembers Legal Defense Network.
Lehmkuhl estrelou My Big Gay Italian Wedding, uma produção off-Broadway desde sua estreia em 5 de maio de 2010 a 24 de julho de 2010. Uma porcentagem da venda de ingressos promoveu a legalização do casamento entre pessoas do mesmo sexo nos E.U.A. através da organização Broadway Impact.
A rede de televisão Logo anunciou em 3 de junho de 2010 que Lehmkuhl e seu namorado, o modelo Rodiney Santiago haviam se juntado ao elenco do reality The A-List: New York. A série, de baixa audiência, frequentemente descrita como sendo um programa do estilo "Real Housewives", foi cancelada após duas temporadas. Desde que a série foi ao ar, Lehmkuhl e Santiago não são mais um casal.

### Lance Bass
Em 26 de julho de 2006, o ex-integrante da banda 'N Sync, Lance Bass confessou à People Magazine que era gay e que possuía um relacionamento estável com Lehmkuhl. O caso entre Bass e Lehmkuhl se tornou assunto de diversos tablóides, embora a mídia não fosse simpática com Lehmkuhl. A Page Six afirmou que o "pé-rapado" Lehmkuhl estava usando Bass para ganhar dinheiro e publicidade para o lançamento de seu livro. Os Tablóides também relataram que os amigos de Bass não aprovavam o relacionamento, afirmando que "[Lehmkuhl] era ativista e extremamente controlador. Ele queria que Lance cortasse os laços com seus amigos héteros e que obedecesse tudo o que ele dizia. "

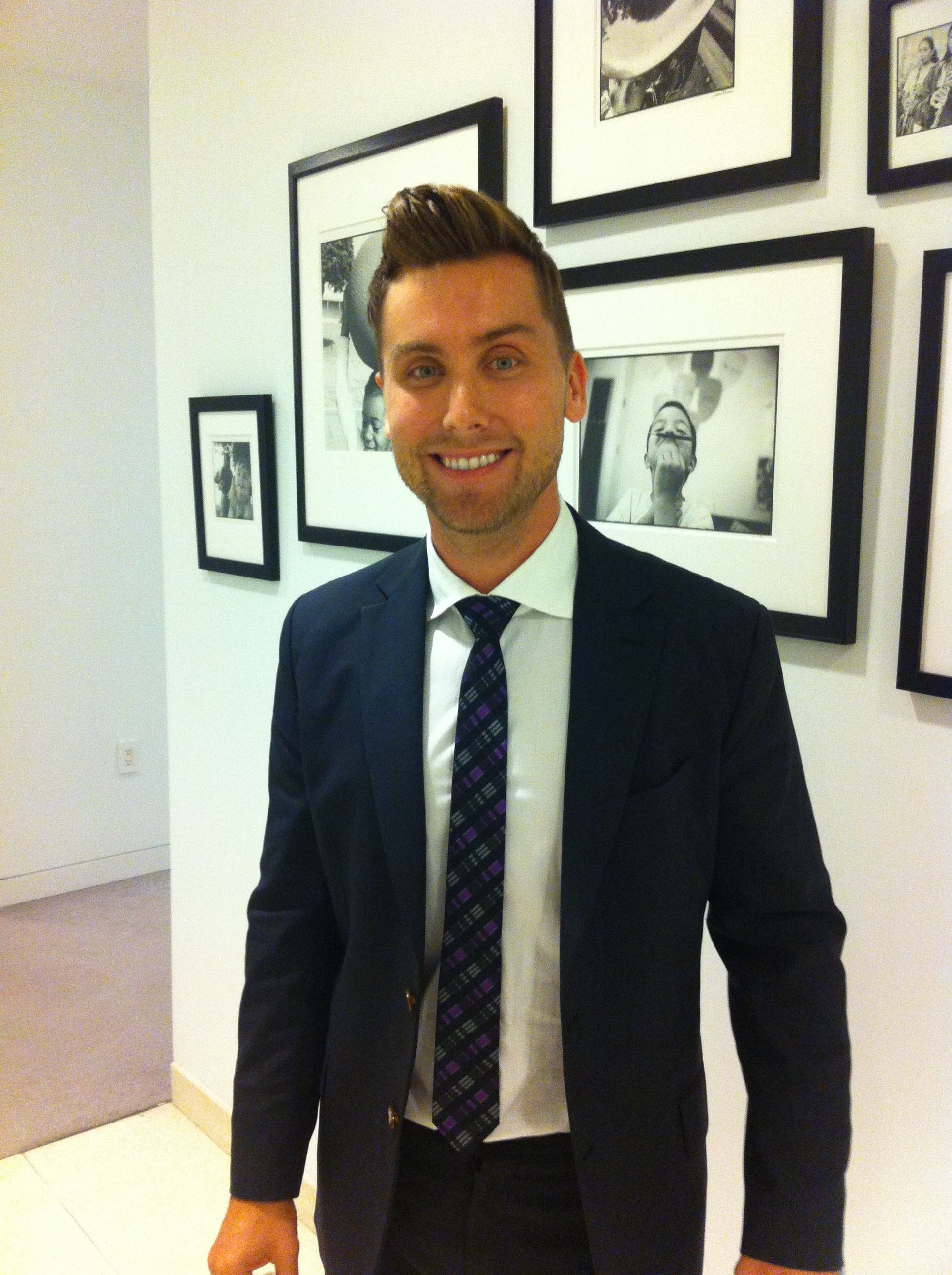
Lance Bass na época do relacionamento com Lehmkuhl.

Lehmkuhl respondeu aos jornais dizendo, "Se eu fosse esse tipo de pessoa, e não gostaria de viver... seria uma vida miserável”. Em relação ao lançamento do seu livro, ele falou: "O livro foi feito e enviado para publicação bem antes de eu conhecer Lance."
Em dezembro de 2006, Lehmkuhl entrou na justiça contra o blogueiro Perez Hilton, apos ele postar diversas vezes mensagens insinuando que ele traia Bass, além de afirmar que ele era usuário de Metanfetamina. Em uma mensagem postada em sua página no MySpace, Lehmkuhl disse, "Não está claro como o processo será estruturado, mas eu irei processá-lo...o propósito dessa ação é acabar com o uso do meu nome em fofocas e rumores falaciosos da internet que buscam apenas arruinar a minha carreira e minha vida pessoal." Hilton respondeu dizendo, "Agora que ele não pode mais montar nas constas de Lance Bass, essa é a última tentativa de Reichen em obter publicidade para si mesmo. Eu aplaudo ele!"
Bass e Lehmkuhl se separaram em janeiro de 2007, e logo depois Lehmkuhl desistiu de sua ação contra Perez e retirou a postagem do MySpace. Hilton e Lehmkuhl continuaram inimigos, sendo que Hilton uma vez postou em seu blogue que ele faria um filme com qualquer um, "menos com o namorado de Lance Bass ou com Fidel Castro... os dois estão mortos para mim de qualquer forma!” 